# Африка (богиня)

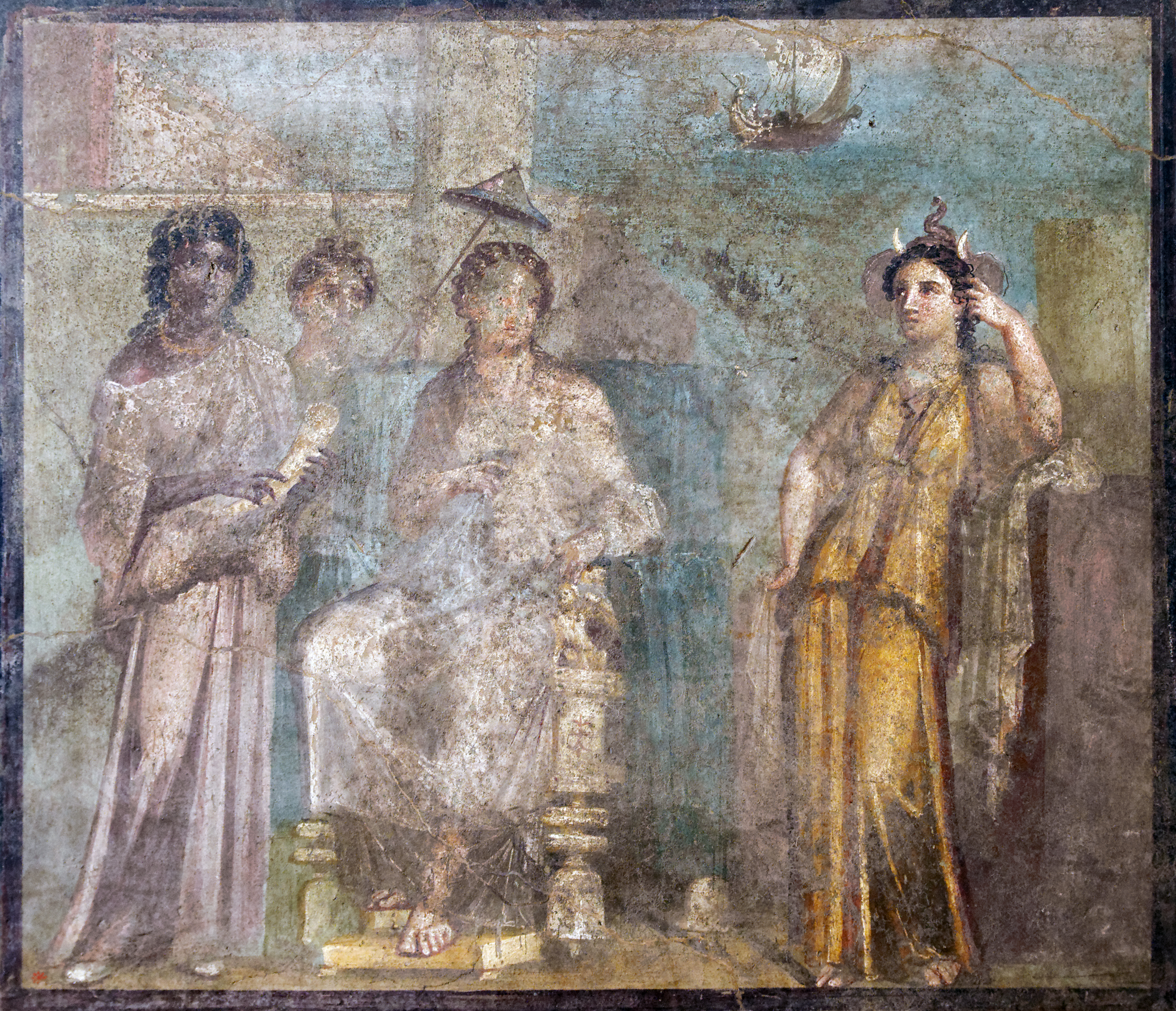
Африка (праворуч) із королевою Дідоною, римська фреска з Помпеї, до 79 р. н.е.

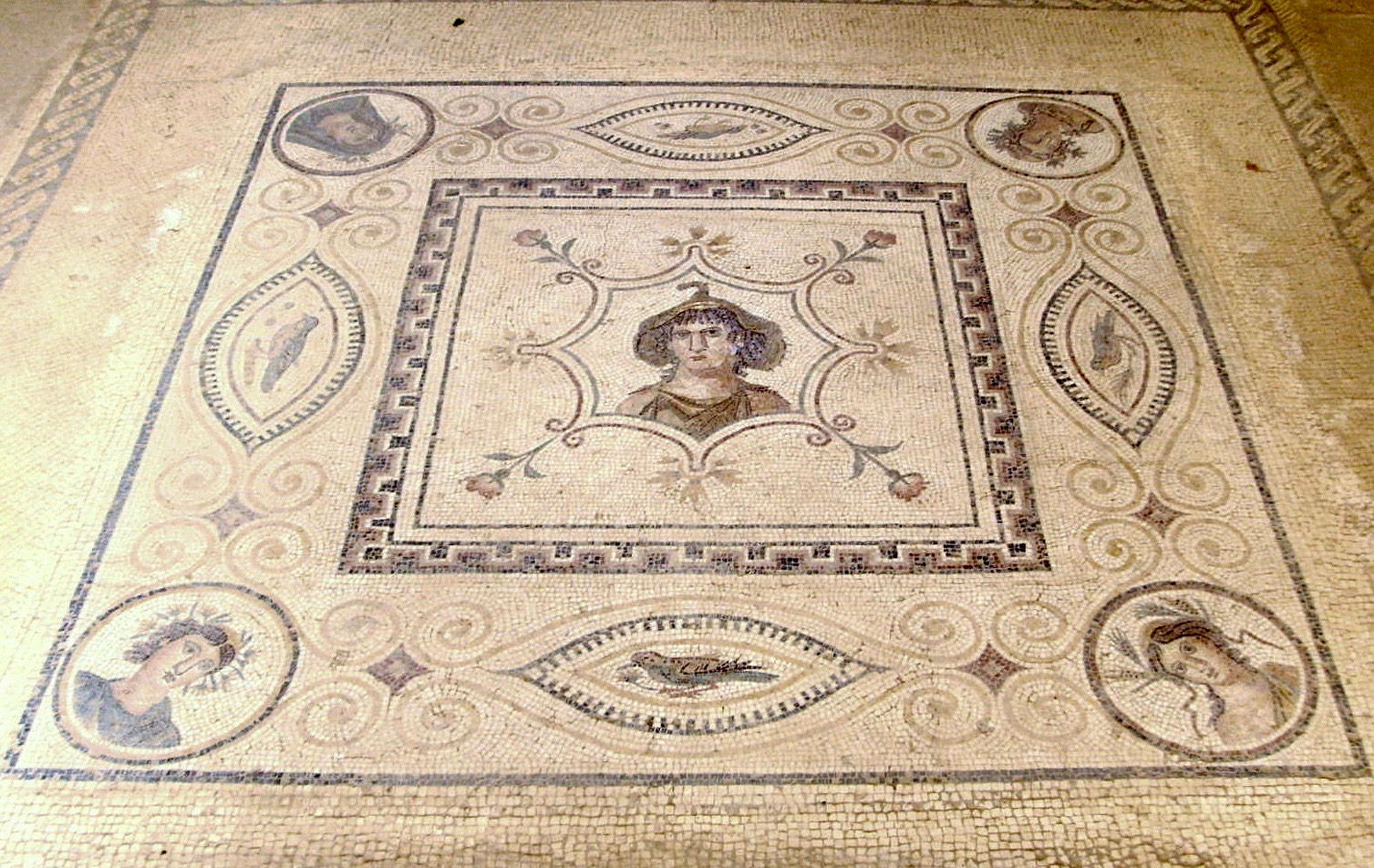
Туніська мозаїка ІІ століття нашої ери із зображенням богині Африки з чотирма порами року.

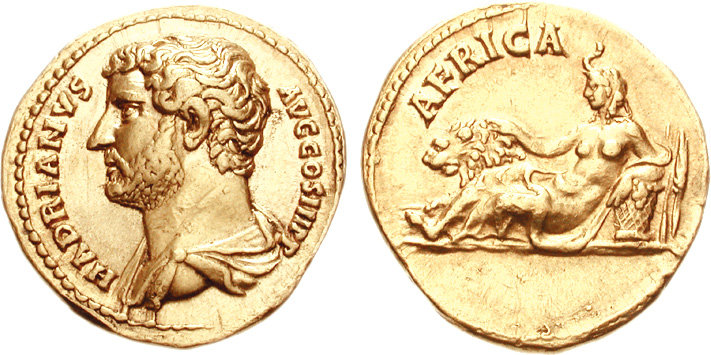
Монета часів Адріана із зображенням богині Африки

Богиня Африка, також відома як Dea Africa, була персоніфікацією Африканського континенту римлянами в перші століття нашої ери.   Деякі вважали її одним із божеств родючості та достатку. Зазвичай її зображали з маскою слона, рогом достатку, військовим штандартом та левом. 
Для римлян «Африка» була перш за все Північною Африкою, яку вони завоювали, богині не надавалися негроїдні риси; можливо, її вважали берберкою, але це не проглядається в переважній більшості репрезентацій.

## Римське використання
ЇЇ зображали на деяких монетах, вирізьблених каменях і мозаїках римської Африки . Її мозаїка знаходиться в музеї Ель-Джема в Тунісі.    Святилище в Тімгаді ( Тамугаді на берберському) містить іконографію богині Африки. 
Вона була однією з низки «провінційних уособлень», таких як Британія, Іспанія, Македонія та певна кількість грекомовних провінцій. Богиня Африка з'явилась однією з перших і, можливо, виникла водночас з розголосом навколо африканського тріумфу Помпея Великого в 80 році до нашої ери; деякі монети з Помпеєм і Африкою збереглися досі. 

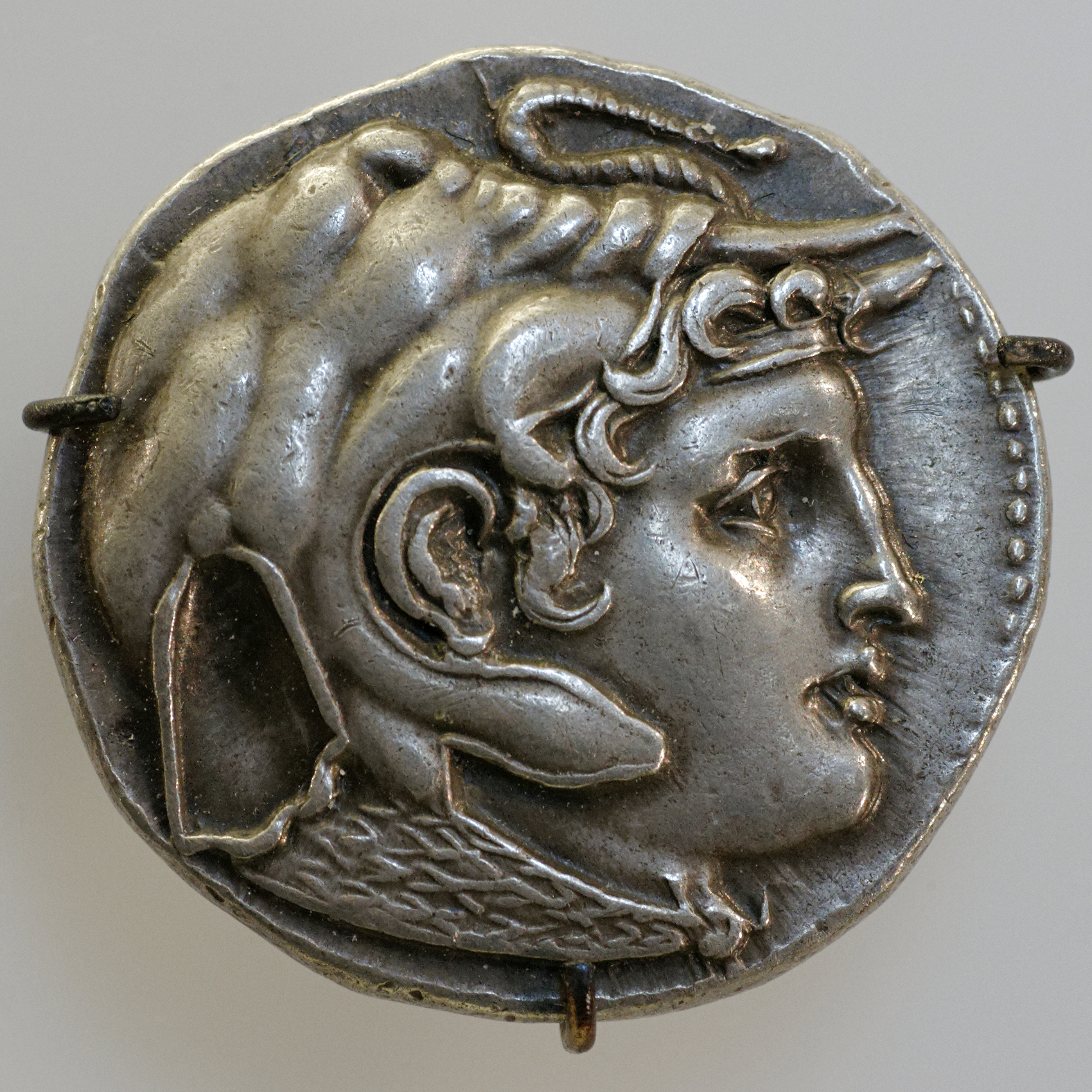
Тетрадрахма Птолемея I із зображенням Олександра Македонського в головному уборі зі шкіри слона

Слонячий головний убір вперше зустрічався на монетах із зображенням Олександра Македонського на честь його вторгнення в Індію, включаючи (можливо, підроблені) «медальйони Пора», створені за його життя, і монети Птолемея I Єгипту, що випускалися з 319 по 294 року до н. е.  Це могло відрізнятися від ідеології Фараона .  Пізніше зображення було використано на монетах Агафокла Сіракузського, викарбуваних приблизно в 304 р. до н. е., після його африканської експедиції.  Згодом його можна побачити на карбуванні короля Ібара з Нумідії, царства, переможеного Помпеєм у 1 столітті до нашої ери.

## Відродження Ренесансу
В епоху Відродження Африка відродилася разом з іншими уособленнями, і тепер, до 17 століття, їй зазвичай надають негроїдне забарвлення: кучеряве волосся, широкий ніс, разом з її римськими атрибутами.  Вона була необхідною частиною образів чотирьох континентів, які користувалися популярністю в ряді ЗМІ.

## Дивись також
- Бона Деа
- Церера (міфологія)
- Летиція
- Лібера (міфологія)
- Опс
- Терра (міфологія)
- Весталка

## Подальше читання
- Поль Корб'є, Марк Грісхаймер, L'Afrique romaine 146 av. J.-C.- 439 ап. J.-C. (Еліпси, Париж, 2005)